# Bataille de Lena
La bataille de Lena se déroule le 31 janvier 1208, probablement à Kungslena (sv) dans le Västergötland. Elle se solde par une victoire d'Erik Knutsson, face à Sverker le Jeune.

## Contexte
Du milieu du XIIe siècle au milieu du XIIIe siècle, l'histoire de la Suède est dominée par la rivalité entre deux dynasties : la maison de Sverker, issue de Sverker l'Ancien, et la maison d'Erik, issue de son successeur Erik le Saint. À la mort du roi Knut Eriksson, en 1195 ou 1196, c'est un membre de la maison rivale, Sverker le Jeune, qui monte sur le trône, probablement grâce à l'influence températrice du jarl Birger Brosa. Les quatre fils de Knut sont placés sous la garde de Sverker, mais ils constituent une menace pour lui, et la mort de Birger Brosa en 1202 semble avoir ravivé les tensions au sein du royaume.
En 1205, l'un des fils de Knut, Erik Knutsson, affronte Sverker à Älgarås, mais il est vaincu et doit fuir le royaume, tandis que ses trois frères sont tués. Les relations entre Sverker et la noblesse suédoise continuent à se détériorer, et il finit par être chassé du pays en 1207 ou 1208. Erik est élu pour le remplacer.

## La bataille
Sverker se réfugie auprès de son beau-père, le Danois Ebbe Sunesen (da). Ebbe et son frère Lars lèvent une armée pour aider Sverker à reconquérir son royaume. Leurs troupes rencontrent celles d'Erik à Lena, probablement Kungslena (sv) dans le Västergötland, et sont vaincues de l'affrontement. Ebbe et Lars sont tués, de même que le riksjarl Knut Birgersson, le fils de Birger Brosa, dans le camp adverse.

## Suites
Vaincu, Sverker retourne au Danemark pour y lever une nouvelle armée. Il envahit une nouvelle fois la Suède en 1210 pour subir une nouvelle défaite face à Erik à Gestilren, le 31 juillet, laissant cette fois-ci la vie sur le champ de bataille.